# Colocleora remotata
Colocleora remotata là một loài bướm đêm trong họ Geometridae.